# Лаха Іван Павлович
Іван Павлович Лаха (25 жовтня 1926 — ?) — український краєзнавець. Співавтор путівника «Городок: історія, культура, туризм» (2004) . Багато років очолював Городоцький районний краєзнавчий музей .
2002 року журналіст Дмитро Полюхович писав у тижневику «Дзеркало тижня» про Івана Лаху: «Він сам і збирач експонатів, і оформлювач, і тесля, і екскурсовод. Живе фактично на одну пенсію, оскільки майже всі гроші, одержувані за роботу в музеї, витрачає на купівлю нових експонатів. Тож і його теж сміливо можна зарахувати до лав меценатів».

## Публікації
- Лаха І. П. Садово-паркові та палацо-паркові ансамблі на Городоччині // Хмельниччина: роки становлення та поступу (1937—1997): Матеріали Всеукраїнської наукової історико-краєзнавчої конференції. — Хмельницький, 1997. — С. 387—389.